# سیارک ۳۴۸۲
سیارک ۳۴۸۲ (به انگلیسی: 3482 Lesnaya، نامگذاری:1975VY4) سه هزار و چهارصد و هشتاد و دومین سیارک کشف شده‌است که در ۲ نوامبر ۱۹۷۵ کشف شد.
قدر مطلق سیارک برابر ۱۲٫۲۰ است.